# Čufarovo
Čufarovo (in russo Чуфарово?) è un villaggio operaio della Russia europea, situato nel rajon Veškajmskij dell'oblast' di Ul'janovsk.
Si trova 20 km a nord-est di Veškajma (il centro distrettuale), vicino al corso del Baryš.